# Менборґ
Менборґ — канадський малобюджетний науково-фантастичний бойовик 2011 року, який зняв режисер Стівен Костанскі та який випустила компанія «Astron-6».

## Про фільм
Солдат гине в апокаліптичній війні майбутнього. Він повернутий до життя як кіборг, та бореться разом з групою авантюристів проти орд демонів.

## Знімались
| Актор         | Роль           |
| ------------- | -------------- |
| Метью Кеннеді | Менборґ        |
| Кайл Геберт   | Перший чоловік |